# Laubhof (Riedenburg)
Laubhof ist einer von 44 amtlich benannten Ortsteilen der im niederbayerischen Landkreis Kelheim gelegenen Stadt Riedenburg.

## Geografie
Der Weiler befindet sich etwa fünf Kilometer westnordwestlich von Riedenburg und liegt auf einer Höhe von 472 m ü. NHN.

## Geschichte
Durch die zu Beginn des 19. Jahrhunderts im Königreich Bayern durchgeführten Verwaltungsreformen wurde die Ortschaft zum Bestandteil der eigenständigen Landgemeinde Altmühlmünster,
zu der auch die drei Einöden Ambergerhof, Eggmühl und Mühlthal gehörten. Im Zuge der in den 1970er Jahren durchgeführten kommunalen Gebietsreform in Bayern wurde Laubhof am 1. April 1971 zusammen mit der Gemeinde Altmühlmünster zunächst in die Gemeinde Meihern aufgenommen, wobei Martlhof und Mühlthal später zu der damals noch selbstständigen Gemeinde Zell umgemeindet wurden. Am 1. Januar 1978 wurde Laubhof zusammen mit der Gemeinde Meihern in die Stadt Riedenburg eingegliedert. Im Jahr 1987 zählte Laubhof 29 Einwohner.

## Verkehr
Die Anbindung an das öffentliche Straßenverkehrsnetz wird durch die Kreisstraße KEH 2 hergestellt, die direkt durch den Ort hindurchführt. Eine Zufahrt auf die Bundesautobahn 9 ist an der etwas mehr als zwölf Kilometer westsüdwestlich der Ortschaft gelegenen Anschlussstelle Denkendorf möglich.

## Sehenswürdigkeiten
In Laubhof befinden sich zwei Baudenkmäler, nämlich eine aus dem 19. Jahrhundert stammende Ortskapelle und ein Gutshof.
Siehe: Liste der Baudenkmäler in Laubhof